# Tornodoxa
Tornodoxa é um gênero de traça pertencente à família Agonoxenidae.